# Antracnosi

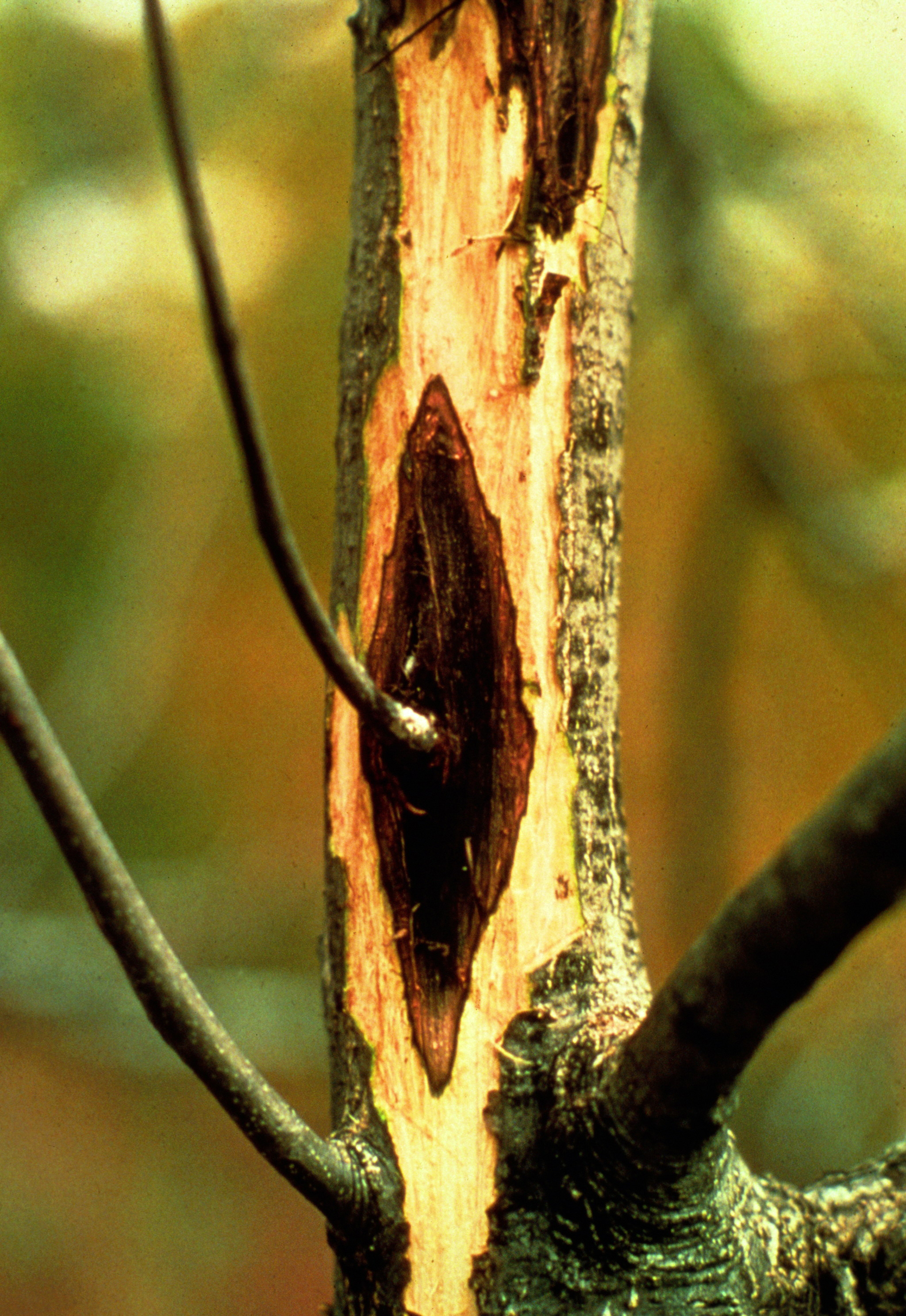
El xancre pot ser una malaltia incurable en alguns arbres.

L'antracnosi i el xancre són termes generals per a un gran nombre de diferents malalties de les plantes caracteritzades per uns símptomes similars que inclouen l'aparició de petites zones de teixit mort, les quals creixen lentament, sovint al llarg de diversos anys. Algunes d'aquestes malalties són de menor importància però d'altres són mortals per la planta. L'antracnosi la poden causar els fongs, els bacteris, micoplasmes i virus de les plantes entre altres organismes. La majoria dels xancres només tenen un hoste (espècie o gènere) però uns pocs tenen un ampli rang d'hostes. L'antracnosi es pot estendre per agents meteorològics i els animals.
Alguns xancres es poden tractar amb fungicides or bactericides, però molts no pas; sovint l'únic tractament disponible és destruir les plantes infectades per tal de prevenir que la malaltia s'estengui.

## Exemples
- Xancre de la pomera, causat pel fong Nectria galligena
- Antracnosi dels cítrics, causat pel bacteri Xanthomonas axonopodis
- Seiridium cardinale

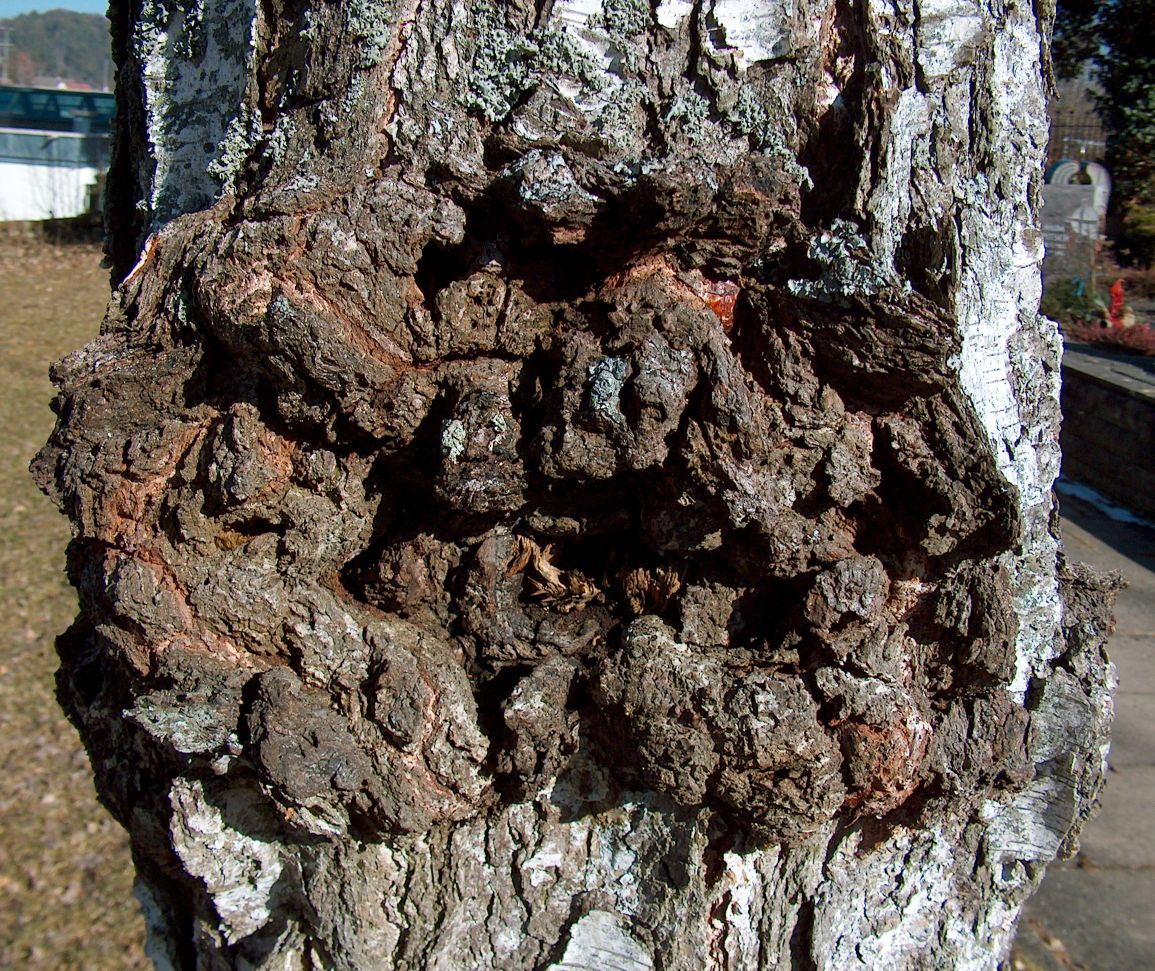
Xancre del bedoll
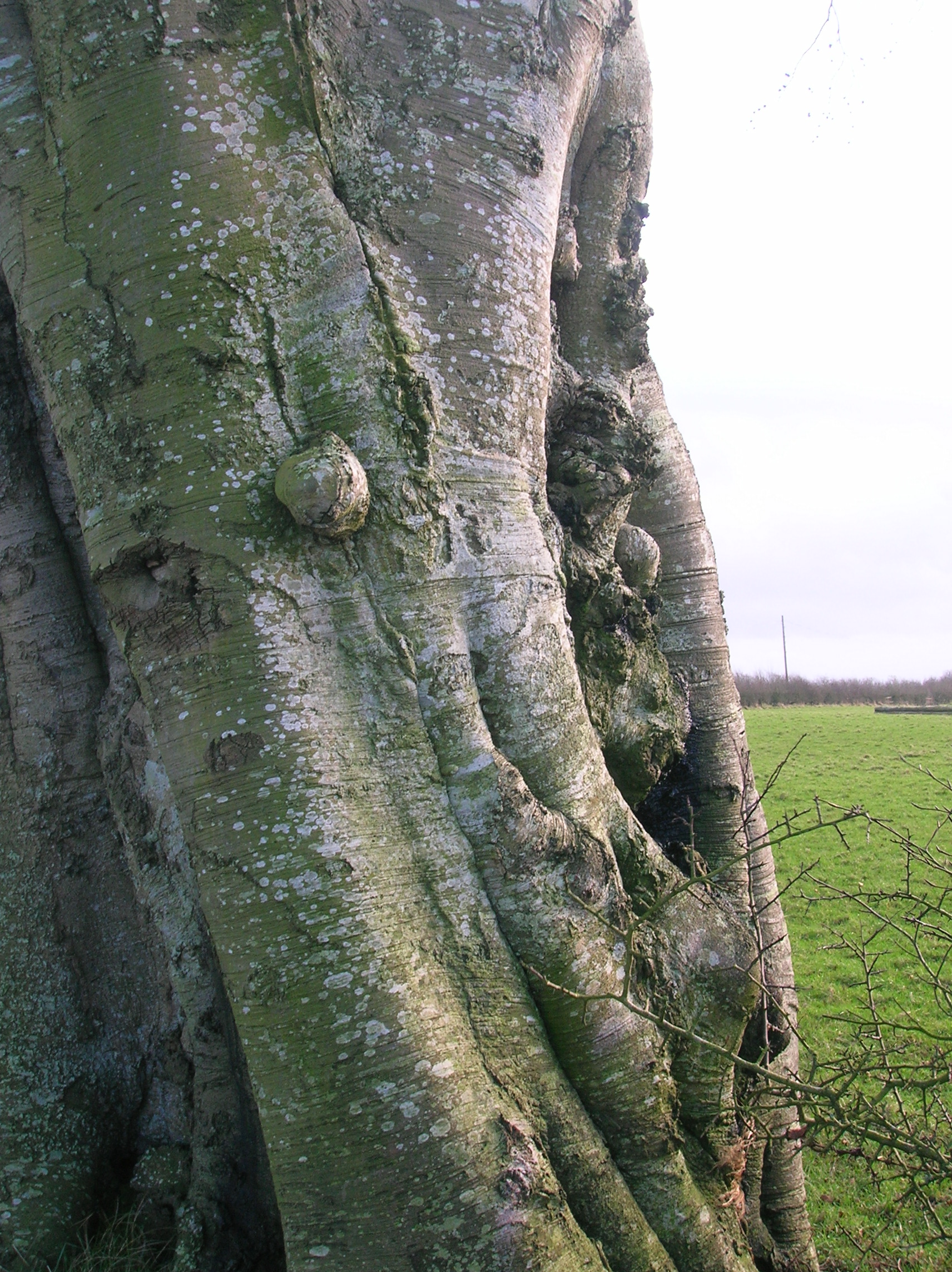
Xancre del faig.
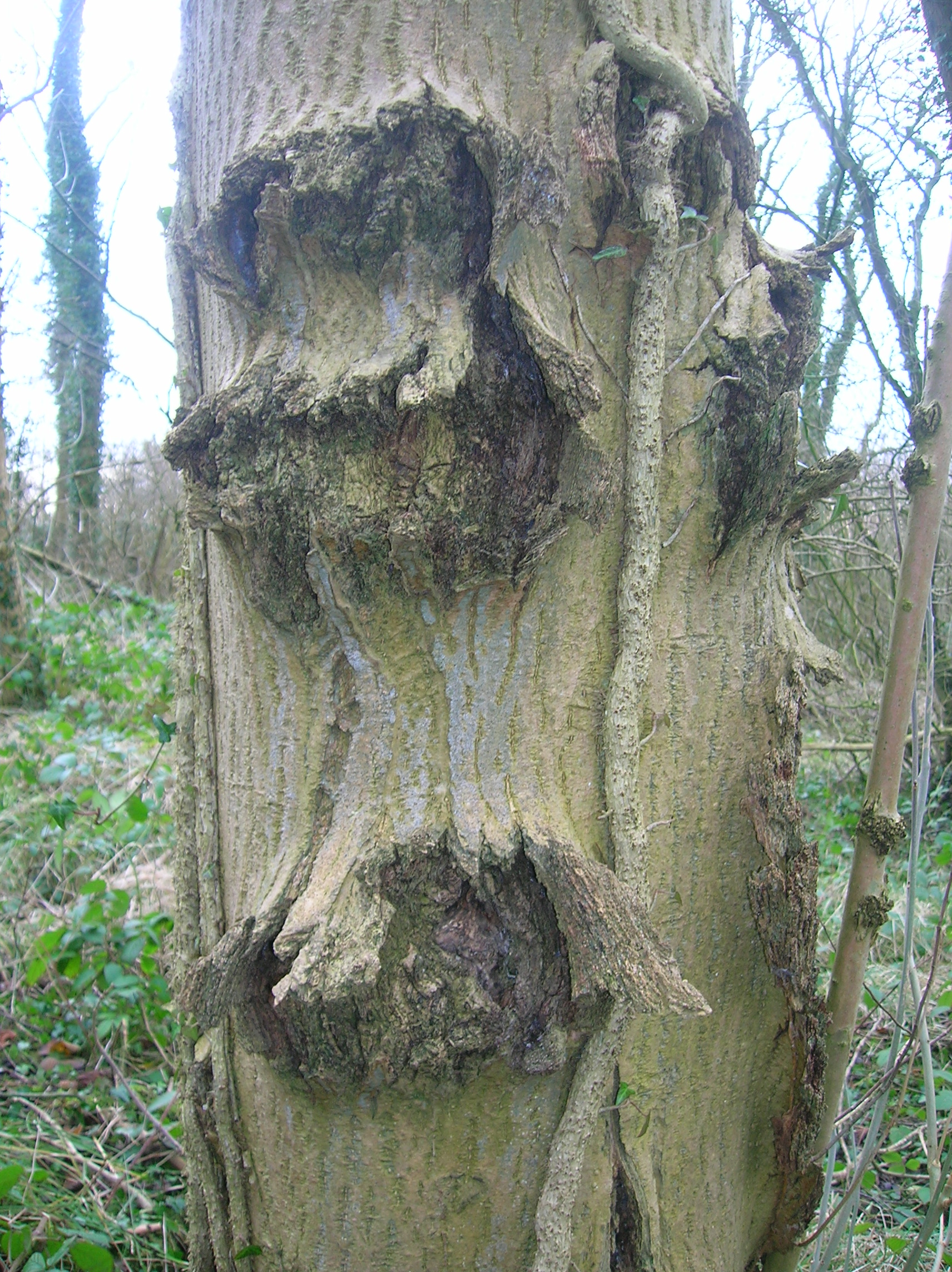
Xancre del freixe.